# Hans Flach (Beamter)
Hans Flach (* 13. Januar 1877 in Hannover; † nach 1941) war ein deutscher Ministerialbeamter.

## Leben
Ab 1912 war er als königlich-preußischer Regierungsassessor Mitglied er Oberzolldirektion Posen und kommissarischer Hilfsarbeiter im Reichsamt des Innern. Hier wurde er 1914 Geheimer Regierungsrat. Als Geheimer Oberregierungsrat und Vortragender Rat kam er 1918 in das Reichswirtschaftsamt. Anfang 1919 war er in der Deutschen Waffenstillstandskommission in Spa eingebunden. Er hatte offenbar Hans Büsing abgelöst.
1922 war er Ministerialrat und Dirigent der Abteilung IV B (Zollpolitik) im Reichswirtschaftsministerium. Hier war er ab 1924 Dirigent der Abteilung II (Handels- und Zollpolitik, Seeschifffahrt). 1929 wurde er Ministerialdirigent und blieb in der Position bis 1933.
Am 19. Dezember 1923 trafen sich Flach, Wolfgang Reichardt, Max Waldeck und Adolf Reinshagen, um eine Liste von Waren zu definieren, die nicht vom Einfuhrverbot betroffen waren. Diese wurde Anlage zur Verordnung über die Einfuhr von Waren, welche am 29. Dezember 1923 durch Eduard Hamm unterzeichnet wurde.
1933 nahm er an den deutsch-sowjetischen Wirtschaftsverhandlungen teil.
Nachdem am 29. April 1936 im Berliner Hotel Esplanade die Deutsch-Iranische Handelskammer mit Sitz in Berlin gegründet worden war, wurde Flach erster Präsident der Handelskammer.
1932 veröffentlichte er ein Buch in zwei Bänden, welche zum Thema Internationales Zolltarifschema–Sachverständigenvorschlag für ein einheitliches Zolltarifschema aufführte. Zu dem Thema des internationalen Zolltarifschemas hatte er bereits ab ca. 1923 eine Reihe von Beiträgen, u. a. in der Deutschen Wirtschaftszeitung und der Industrie- und Handelszeitung veröffentlicht.